# Mellersttjärnen (Vibyggerå socken, Ångermanland)
Mellersttjärnen är en sjö i Kramfors kommun i Ångermanland och ingår i Nätraån-Ångermanälvens kustområde.